# Iférouane (Departement)
Iférouane ist ein Departement in der Region Agadez in Niger.

## Geographie

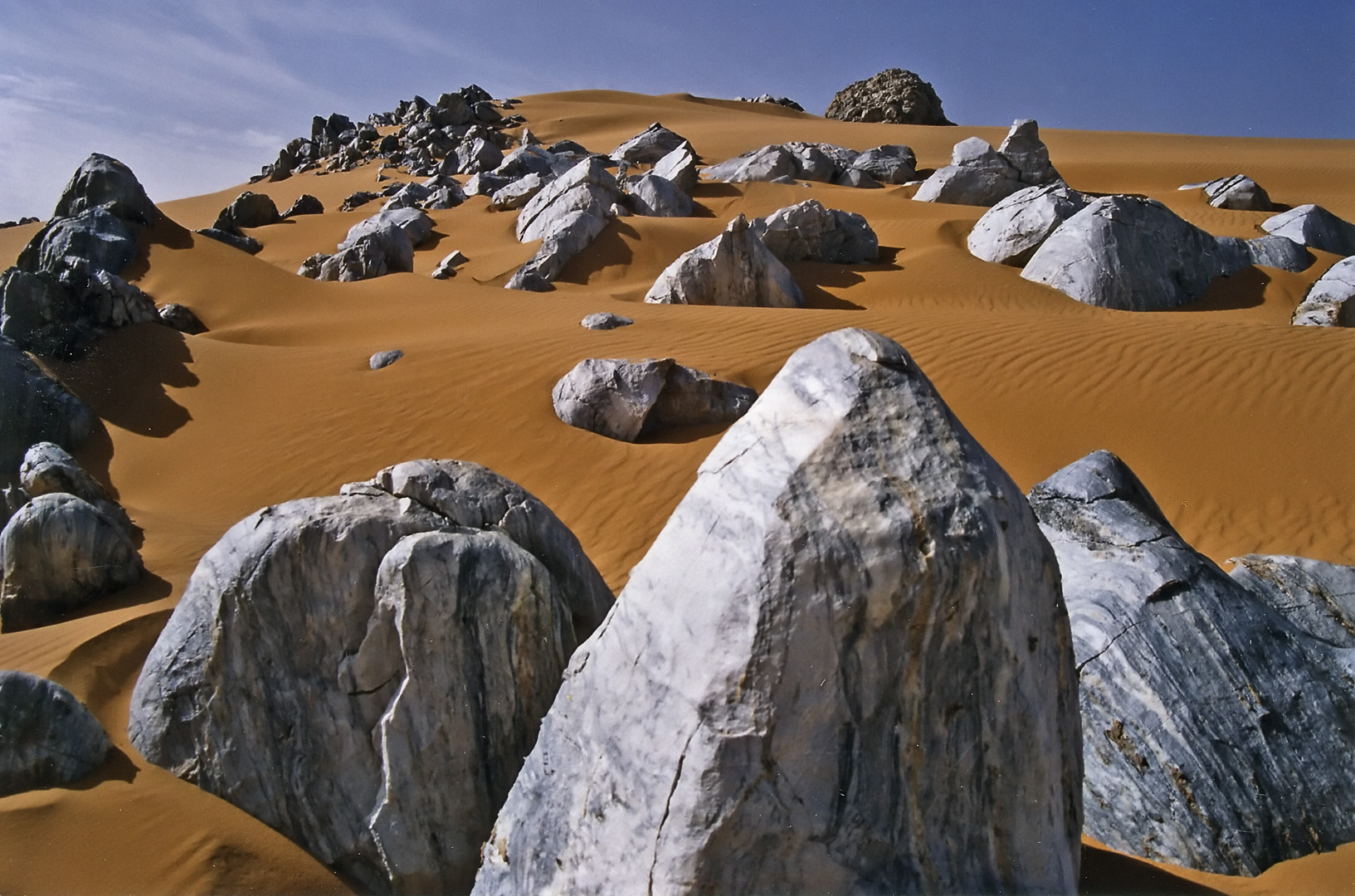
Landschaft der Blauen Berge im Departement Iférouane

Das Departement liegt im Norden des Landes. Es besteht aus der Stadtgemeinde Iférouane und der Landgemeinde Timia. Der namensgebende Hauptort des Departements ist Iférouane.

## Geschichte
Das Departement geht auf den Verwaltungsposten (poste administratif) von Iférouane zurück, der 1964 errichtet wurde. 2011 wurde der Verwaltungsposten aus dem Departement Arlit herausgelöst und zum Departement Iférouane erhoben.

## Bevölkerung
Das Departement Iférouane hat gemäß der Volkszählung 2012 32.731 Einwohner. Von 2001 bis 2012 stieg die Einwohnerzahl jährlich durchschnittlich um 2,9 % (landesweit: 3,9 %).

## Verwaltung
An der Spitze des Departements steht ein Präfekt (französisch: préfet), der vom Ministerrat auf Vorschlag des Innenministers ernannt wird.
| Amtszeit                      | Name                                                  |
| ----------------------------- | ----------------------------------------------------- |
| 29. Feb. 2012 – 25. Jun. 2015 | Hassane Anoutab                                       |
| 25. Jun. 2015 – 29. Jul. 2016 | Aboubakar Mamadou Marah                               |
| 29. Jul. 2016 – 11. Dez. 2020 | Aghali Hamis Moustapha (alias Aghali Hamil Moustapha) |
| 11. Dez. 2020 – 8. Nov. 2021  | Adam Effad                                            |
| 8. Nov. 2021 – 24. Aug. 2023  | Boureima Saadou                                       |
| seit 24. Aug. 2023            | Amadou Assane                                         |